# Tmarus tonkinus
Tmarus tonkinus là một loài nhện trong họ Thomisidae.
Loài này thuộc chi Tmarus. Tmarus tonkinus được Eugène Simon miêu tả năm 1909.